# Liste der Monuments historiques in Sartrouville
Die Liste der Monuments historiques in Sartrouville führt die Monuments historiques in der französischen Gemeinde Sartrouville auf.

## Liste der Bauwerke
| Bezeichnung      | Beschreibung                  | Standort | Kennzeichnung | Schutzstatus | Datum | Bild |
| ---------------- | ----------------------------- | -------- | ------------- | ------------ | ----- | ---- |
| Kirche St-Martin | Erbaut ab dem 12. Jahrhundert | (Lage)   | PA00087647    | Inscrit      | 1933  |      |

## Liste der Objekte
- Monuments historiques (Objekte) in Sartrouville in der Base Palissy des französischen Kultusministeriums